# Paolo Sorrentino
Paolo Sorrentino   (Nàpols, 31 de maig de 1970) és un director i guionista de cinema italià.

## Biografia
Sorrentino va néixer a Nàpols. La seva mare era mestressa de casa i el seu pare director de banc. Juntament amb els seus germans Marco i Daniela, va sofrir la sobtada pèrdua dels seus pares quan tenia 17 anys a causa d'una fuga de gas. A aquesta edat comença a estudiar economia i comerç, però als 25 anys va abandonar aquests estudis per dedicar-se al cinema.
Està casat amb Daniela D'Antonio i té dos fills, Anna i Carlo.

## Literatura
Va escriure la novel·la Tots tenen raó (Anagrama, 2011) que a Itàlia va recollir l'aplaudiment de la crítica i el públic i que va ser finalista del Premi Strega. Posteriorment, va publicar Tony Pagoda i els seus amics (Alfabia, 2014), recuperant el personatge de la seva primera novel·la en una sèrie de relats que aprofundeixen al món del cantant de Nàpols, la forma del qual d'entendre la vida té forts vasos comunicants amb Jep Gambardella, protagonista del film La gran bellesa. El llibre conté un pròleg del cineasta Eduardo Chapero-Jackson que aprofundeix sobre les nocions del kitsch i el binomi humor/solemnitat tant en la literatura com al cinema de Sorrentino.
La seva última novel·la fins avui és La joventut (Plataforma Novel·la, 2016), novel·la que va inspirar al film homònim protagonitzat per Michael Caine, Harvey Keitel i Rachel Weisz.

## Filmografia
Les seves pel·lícules mostren un estil surrealista, barroc i existencialista que qüestionen el poder i la religió. Sorrentino trenca clarament les barreres del cinema comercial per expressar art d'alta qualitat amb una sensibilitat estètica que recorda a Fellini.

### Cinema
- L'uomo in più (2001)
- Le conseguenze dell'amore (2004)
- L'amico di famiglia (2006)
- Il divo (2008)
- This Must Be the Place (2011)
- La grande bellezza (2013)
- Joventut (2015)
- Loro - (2018)
- È stata la mano di Dio - (2021)
- Parthenope - (2024)

### Televisió
- Sabato, domenica e lunedì (2004) - d'Eduardo De Filippo
- Le voci di dentro (2014) - d'Eduardo De Filippo
- The Young Pope (2016) - 10 episodis
- The New Pope (2019) - 9 episodis

## Premis i nominacions

### Premis Óscar
| Any  | Categoria                    | Pel·lícula      | Resultat  |
| ---- | ---------------------------- | --------------- | --------- |
| 2013 | Millor pel·lícula estrangera | La gran bellesa | Guanyador |

### Premis Goya
| Any  | Categoria                 | Pel·lícula      | Resultat |
| ---- | ------------------------- | --------------- | -------- |
| 2013 | Millor pel·lícula europea | La gran bellesa | Nominat  |

### Festival de Cannes
| Any  | Categoria                            | Pel·lícula                | Resultat  |
| ---- | ------------------------------------ | ------------------------- | --------- |
| 2004 | Palma d'Or                           | Li conseguenze dell'amore | Nominat   |
| 2008 | Palma d'Or                           | Il divo\|                 | Nominat   |
| 2008 | Premi del Jurat (Festival de Cannes) | Il divo                   | Guanyador |
| 2011 | Palma d'Or                           |                           | Nominat   |
| 2011 | Premi del Jurat Ecuménico            | This Must Be The Place    | Guanyador |
| 2013 | Palma d'Or                           | La gran bellesa\|         | Nominat   |

### Nastro d'argento
| Any  | Categoria                        | Pel·lícula                | Resultat  |
| ---- | -------------------------------- | ------------------------- | --------- |
| 2002 | Millor director debutant         | L'uomo in più             | Guanyador |
| 2002 | Millor guió                      | L'uomo in più             | Nominat   |
| 2005 | Director de la millor pel·lícula | Li conseguenze dell'amore | Nominat   |
| 2005 | Millor argument                  | Li conseguenze dell'amore | Guanyador |
| 2007 | Millor argument                  | L'amico di famiglia       | Nominat   |
| 2009 | Director de la millor pel·lícula | Il divo                   | Guanyador |
| 2009 | Millor guió                      | Il divo                   | Guanyador |
| 2012 | Director de la millor pel·lícula | This Must Be the Place    | Guanyador |
| 2012 | Millor guió                      | This Must Be the Place    | Nominat   |
| 2013 | Director de la millor pel·lícula | La gran bellesa           | Nominat   |
| 2013 | Millor guió                      | La gran bellesa           | Nominat   |

### David de Donatello
| Any  | Categoria                | Pel·lícula                | Resultat  |
| ---- | ------------------------ | ------------------------- | --------- |
| 2002 | Millor director debutant | L'uomo in più             | Nominat   |
| 2002 | Millor guió              | L'uomo in più             | Nominat   |
| 2005 | Millor pel·lícula        | Li conseguenze dell'amore | Guanyador |
| 2005 | Millor director          | Li conseguenze dell'amore | Guanyador |
| 2005 | Millor guió              | Li conseguenze dell'amore | Guanyador |
| 2009 | Millor pel·lícula        | Il divo                   | Nominat   |
| 2009 | Millor director          | Il divo                   | Nominat   |
| 2009 | Millor guió              | Il divo                   | Nominat   |
| 2012 | Millor pel·lícula        | This Must Be the Place    | Nominat   |
| 2012 | Millor director          | This Must Be the Place    | Nominat   |
| 2012 | Millor guió              | This Must Be the Place    | Guanyador |

### BAFICI
| Any  | Categoria            | Pel·lícula    | Resultat  |
| ---- | -------------------- | ------------- | --------- |
| 2002 | Millor pel·lícula    | L'uomo in più | Nominat   |
| 2002 | Premi jove del jurat | L'uomo in più | Guanyador |